# Малко Робско езеро
Малкото Робско езеро (на английски: Lesser Slave Lake) е 3-то по големина езеро в провинция Албърта. Площта му, заедно с островите в него е 1168 км2, която му отрежда 37-тмо място сред езерата на Канада. Фактически езерото е 2-рото по големина в Албърта, тъй като езерото Атабаска попада в две канадски провинции. Площта само на водното огледало без островите е 1167 км2. Надморската височина на водата е 577 м.
Езерото се намира в централната част на провинция Албърта, на около 200 км северозападно от столицата на провинцията Едмънтън. Малкото Робско езеро има дължина от запад на изток около 100 км, а максималната му ширина е 15 км. Обемът на водната маса е 13,69 км3 Средната му дълбочина 11,7 м, а максималната – 21 м, като средногодишното колебание на водата е от порядъка на ±2,86 м. От декември до май е покрито с дебела ледена кора.
За разлика от повечето канадски езера, които са със силно разчленена брегова линия, бреговете на Малкото Робско езеро са сравнително слабо разчленени, с малки изключения по северозападното крайбрежие. Общата площ на островите му едва 1 км2.
Площта на водосборния му басейн е 12 400 km2, като в езерото се вливат множество реки, по-големи от които са Суан, Асиню и Дрифтпил. От югоизточния ъгъл на езерото изтича Малката Робска река, която е ляв приток на река Атабаска.
Пред 1793 г. Александър Маккензи събира първите сведения за езерото, а 6 години по-късно Дейвид Томпсън го открива и извършва първото му картиране.
В началото на XIX в. езерото става център на търговията с ценни животински кожи в района, като двете конкуриращи се компании „Северозападна компания“ и „Компания Хъдсънов залив“ основават търговски пунктове (фактории) по бреговете му. След приключването на търговията с кожи в района тези две селища съхраняват своето значение като пътни станции за търговците.
Покрай южния бряг на езерото преминава национално шосе № 2 и жп линия, на които са разположени няколко малки селища – Робско езеро, Каньон Крийк, Кинусо, Фауст, Джусард и др., в които основно живеят индианци от народността кри.
Малкото Робско езеро е важен промеждутъчен център на пътя на прелетните птици и за тяхното опазване са създадени два провинциални парка – „Малко Робско езеро“ (на източното и северното крайбрежие) и „Хилард Бей“ (на северозападния бряг), където има едно ваканционно селище.
Чудесните пясъчни брегове на езерото, обилието на риба и обиталищата на прелетните птици са предпоставка за развиване на летен туризъм, риболов и рекреационно дело.